# Sphaerodactylus bromeliarum
Sphaerodactylus bromeliarum — вид геконоподібних ящірок родини Sphaerodactylidae. Ендемік Куби. Вид названий на честь кубинського зоолога Луїса Ф. де Армаса.

## Поширення і екологія
Sphaerodactylus bromeliarum відомі з типової місцевості, розташованої на західних схилах гори Юнке-де-Баракоа в провінції Гуантанамо. Вони живуть у вологих тропічних лісах, в заростях бромелієвих, на висоті від 250 до 300 м над рівнем моря.